# Полюга Любомир Іванович
Полюга Любомир Іванович («Богдан», 9 серпня 1925, Львів — 25 липня 2016, Львів) — член ОУН та УПА, особистий охоронець Романа Шухевича, політв'язень, лікар (педіатр), депутат міської ради міста Олешки (Цюрупинськ) у 90-х рр. ХХ ст.

## Життєпис

Уродини Андрея Шептицького. Ліворуч від митрополита стоїть Любомир Полюга. Підлюте, 1935 р.

Любомир народився в місті Львові в інтелігентній українській родині Полюгів, які перші роки його життя мешкали за адресою вул. Лісова, буд. 18. Батько, Іван, був учасником Української Галицької Армії, працівником (інспектором) «Просвіти» до 1939 року, одним із засновників Українського Таємного Університету. Мати, Іванна (з роду Давидовичів), працювала в допомоговій секції для бідних дітей при школі. Любомир навчався в «Рідній школі» ім. Князя Лева, що знаходилася в м. Львові на вул. Круп'ярській (будинки № 12 і № 15). У цей період великий вплив на формування світогляду Любомира Полюги мали численні зустрічі з українським Мойсеєм, Великим Андреєм Шептицьким. За ініціативою Митрополита Української Греко-Католицької Церкви у 1933 році, коли Любомир навчався в другому класі, разом зі своїми шкільними друзями збирав гроші та продукти для допомогти голодуючим братам-українцям із Великої України.
З 1937 по 1943 рр. навчався у Львівській академічній гімназії з українською мовою навчання (філія гімназії з 1935 р. містилася в колишньому палаці Сєменських-Левицьких на вул. Пекарській, 19, де тепер спеціалізована школа № 102).
З 1942 р. — член Юнацтва ОУН.
З 1943 р. — студент Львівського медінституту, де закінчив три триместри.

## Підпільна діяльність

Любомир — студент Львівського медінституту, 1943 р.

Любомир Полюга біля «хати» Романа Шухевича при вул. Новомилятинській, 4 у Львові.

Любомир Полюга біля «хати» Романа Шухевича у с. Княгиничі.

Із приходом більшовиків Любомир Полюга перебував із батьками в Карпатах у Рожанці, вперше був арештований, але невдовзі відпущений.
У 1944 р. за наказом Проводу ОУН повернувся із Карпат до Львова для організації у помешканні батьків на вулиці Курковій, 40 (тепер вул. М. Лисенка) зв'язкової конспіративної «хати» Проводу ОУН.
Впродовж 1944-46 рр. Любомир Полюга виконував відповідальні завдання: навесні 1946 р. — уперше в охороні Романа Шухевича, супроводжував його на обстеження в медінститут; у липні 1946 р. їздив у Чорнобиль викрадати з табору інтернованих дітей Романа Шухевича — Юрка та Марійку; у грудні — ліквідував підпільну розконспіровану «хату» Романа Шухевича у Львові при вул. Сулимирського, 4 (тепер — Новомилятинська); як «поляк» з Армії Крайової проникав в Інститут мікробіології до поляка доцента Мосінга, який виготовляв для «своїх» вакцину проти висипного тифу й передавав її в Карпати для вояків УПА; роздобував для підпілля медикаменти, хірургічні інструменти, приймачі та передавачі; забезпечував повстанців документами для легалізації.
Наприкінці грудня 1946 р. Любомир Полюга перейшов у глибоке підпілля і тоді ж у с. Дашава на Стрийщині організував конспіративну «хату».. Був особистим охоронцем Романа Шухевича. За наказом Головного командира весною 1947 р. Любомир (з документами переселенця на ім'я Томівчаків Богдан Андрійович) став членом «родини» («дружина» — Ольга Ільків) конспіративної «хати» «Короленко» вКнягиничах. 21 вересня 1946 року, коли в Ходорові до рук МДБ потрапила Катерина Зарицька, підпільну квартиру в Княгиничах було терміново ліквідовано.
У ніч із 20 на 21 грудня 1946 року радянські каральні органи забрали Любомира з дому, однак йому вдалося втекти.

## Арешт—Інта

Л. Полюга у таборі ГУЛАГу в Інті.

Робоча зона шахти № 5 МИНЛАҐу — «Инта-уголь» та наспинний номер Любомира Полюги.

Молоде подружжя — Дарія та Любомир Полюги. Інта, 1956 р.

22 вересня 1947 року Любомир Полюга востаннє в охороні Романа Шухевича. «Богдан» відпровадив Головного командира у Рогатинський ліс і «передав його по зв'язку». 23 вересня 1947 року, повертаючися, біля залізничної станції в Рогатині натрапив на засідку, відстрілювався, однак важкопораненим у непритомному стані потрапив у руки співробітників МДБ й був заарештований. Провів 18 місяців у чотирьох тюрмах (Рогатин, Станіславів, Київ і Львів — тюрма на Лонцького, камера № 9), де його піддавали тортурам за відмову співпрацювати з МДБ. Вирок: 10 років в ГУЛАГу. Покарання відбував у таборі ГУЛАГу в Інті (Комі АРСР). У 1948 році були заарештовані також члени родини Любомира Полюги — 16 осіб, яких також вивезли. Про перебіг табірного життя та усі нелегкі випробовування Любомир Полюга розповів у своїх численних спогадах. Одного разу в таборі, Любомир Полюга врятував життя Пантелеймонові Василевському, учаснику повстання «Північне Сяйво», що опинився з гнійним апендицитом у табірному лазареті й треба було знайти найдефіцитніші на той час антибіотики за багато кілометрів від лагпункту, взимку, і ще й примудритися їх непомітно вколоти помираючому товаришу: «22 листопада 1950 року у важкому стані потрапив у хірургічний відділ, до лікарні Смирнова, Пантелеймон Василевський. Наступного дня після суду, який закінчився 2 листопада 1950 року в тюрмі м. Інти, Панько дістав приступ гострого апендициту. Щойно 22 листопада із перфоративним апендицитом його відправили на операцію. Післяопераційний період проходив гладко. З Паньком я швидко подружився…»
Звільнений 19 грудня 1955 року. У 1956 році одружився з Дарією Масюк. Повертатися в Галичину йому було заборонено. У 1957 році завершив медичну освіту в Семипалатинському медінституті (Казахстан).

## Життя вОлешках(Цюрупинськ)
У 1961 році разом із родиною переїхав в Олешки (Цюрупинськ) Херсонської області, де працював лікарем. Після відновлення незалежності України разом із дружиною активно включилися в громадське життя: з однодумцями організували «Просвіту», «Народний Рух», брали участь у реставрації Олешківської Січі,   створенні козацького куреня, установленні Арки Свободи та Пам'ятного знака на терені колишньої Олешківської Січі, святкуванні 500-річчя Козацької Слави й 280-річчя Олешківської Січі. У 1991 р. з благословення Патріарха Мстислава (Степана Скрипника) Любомир Полюга організував парафіян і як голова церковного комітету очолив будівництво в Олешках храму Покрови Пресвятої Богородиці Української Автокефальної Церкви, який освятили у 2000 р. Любомир Полюга був депутатом міської ради Цюрупінська, 1997 року з його ініціативи міськрада Цюрупинська ухвалила рішення про повернення місту історичної назви Олешки (ВРУ тоді не затвердила перейменування)..
За сприяння ректорату Національного університету «Львівська політехніка» на базі Цюрупинської середньої школи № 2 Любомир Полюга з місцевими керівниками 1995 року створили факультет підготовки до вищих навчальних закладів. З науковцями Києва Любомир Полюга підготував та опублікував матеріали про призабутих українських подвижників з Олешок — художника Юхима Михайліва та драматурга Миколу Куліша.

## Повернення до Львова

Любомир Полюга виступає на врочистості з нагоди відкриття музею в Княгиничах, 30 червня 2007 р.

Любомир Полюга в залі Верховної Ради на врочистому засіданні до Дня пам'яті та примирення, 8 травня 2015 р.

Лише 2003 року родина змогла повернутись у Львів. За підтримки своєї соратниці й вірного друга дружини Дарії Любомир Полюга одразу поринув у вир громадської та просвітницької роботи: читав лекції студентам та учням, публікував статті в газетах і журналах, очолював секцію «Національна пам'ять» громадської організації «Опілля», щорічно з дирекцією Княгиницької ЗОШ І-ІІ ст. організовував і проводив науково-практичні конференції, присвячені Романові Шухевичу. Незважаючи на свій похилий вік та неміцне здоров'я, Любомир Полюга не переставав працювати: написав і видав низку книжок — «Через тюрми-табори до козацьких Олешок» (2002), «Шляхами спогадів» (2003), «Від княжого Львова до козацьких Олешок» (2007), «Життям в одвіті за Україну» (2010), дав численні аудіо- та відеоінтерв'ю як вітчизняним, так і закордонним ЗМІ, за якими можна вивчати історію національно-визвольних звитяг та боротьби за незалежність України у ХХ ст. Завдяки старанням Любомира Полюги створено музей «Конспіративна квартира Романа Шухевича в Княгиничах».
8 травня 2015 взяв участь разом зі своїми побратимами з УПА в урочистому засіданні Верховної Ради, присвяченому Дню пам'яті та примирення. Іти Любомир Полюга вже не міг, тому його заносили в зал на руках.
Помер у Львові 25 липня 2016 року, не доживши 15 днів до свого 91-го дня народження. Був похований 27 липня в родинному гробівці на Личаківському цвинтарі (поле № 52).

## Родина
- Батько — Іван Федорович Полюга (1897—1973). У 1917 році після закінчення підстаршинської школи у Львові вступив добровольцем в УГА, учасник визвольних змагань 1919—1920 років, активний громадський і освітній діяч у міжвоєнний період. Брав участь у творенні Таємного університету у Львові, був його студентом. З 1926 року працював у матірному товаристві «Просвіта» — інспектором, членом виділу товариства, рівночасно був головою Личаківського відділу товариства «Просвіта». Заарештований 1948 року за зв'язок з УПА й членами Проводу, засуджений у 1949 році Львівським трибуналом за ст. 54-1а на 25 років. Відбував термін в інвалідних таборах (Ленінград, Горлівка). Звільнений як інвалід у 1956 році.
- Мати — Іванна з дому Давидович (1902—1980) — активна діячка в громадському житті Львова. Народилася в національно свідомій родині в Кам'янці Струмиловій (тепер Кам'янка-Бузька), де й ходила до школи. Від 1931 року аж до приходу радянських військ працювала в Допомоговому комітеті для убогих дітей, сиріт. Арештована в 1948 році й засуджена за ст. 54-1а на строк 25 років. До 1956 року перебувала в Іркутських таборах на загальних роботах, звільнена в 1956 році як інвалід.
- Молодша сестра — Ярослава Мельничук (Полюга) (1929—2019). Початкову освіту здобула в «Рідній школі» ім. Князя Лева, продовжила навчання у Львівській державній академічній гімназії. У 1945—1949 рр. навчалася у Львівському медінституті, тоді ж співпрацювала з ОУН. Була заарештована 20 жовтня 1948 р. у Львові по дорозі з медінституту додому. За браком доказів вини була звільнена з-під арешту. Ярослава завершила навчання на 4 курсі медінституту і була скерована на практику до м. Стрий. 16 червня 1949 р. заарештована вдруге. Упродовж 6 міс. перебувала під слідством у тюрмі «на Лонцького». Без суду 30 листопада 1949 р. була етапована зі львівської пересильної тюрми № 25 на «довічне» спецпоселення в тайгу Якутської АРСР. Виконувала каторжні роботи, зокрема працювала на лісоповалі. Згодом їй вдалося влаштуватись на роботу лаборанткою в районну лікарню м. Алдан Якутської АРСР. Ярославі вдалося отримати дозвіл продовжити навчання на 5-му курсі медінституту в м. Іркутськ. 1956 р. вона отримала диплом і повернулася до Львова.
- Дружина — Дарія Масюк (1926—2017). У 1956 році Любомир Полюга одружився з Дарією Масюк, уродженкою м. Яворова Львівського воєводства (тепер Яворівського району Львівської області). Дарія Масюк закінчила шість класів «Рідної школи». У 1938—1939 р. навчалась в Яворівській гімназії при монастирі сестер Василіянок, потім в учительській семінарії. В 1942 р. вступила до Юнацтва ОУН. 1944 р. пройшла вишкіл медсестер, який проводив д-р Юрій Липа. У 1945 р. за рекомендацією крайового проводу ОУН вступила до Львівського медінституту. Працювала в Українському Червоному Хресті (УЧХ), допомагала сотні «Переяслав».[8]. Була заарештована 4 жовтня 1948 р., навчаючись на четвертому курсі Львівського медінституту, і опинилася в тюрмі «Бригідки» у Львові, де сиділа в одній камері з мамою Любомира Іванною Полюгою. Перебувала також у львівській тюрмі «на Лонцького» (7-8 жовтня). Відповідно до рішення комісії Особливої наради при МДБ СРСР засуджена за ст. 54 КК УРСР до 10 років позбавлення волі. Покарання відбувала в таборах міста Інти (Комі АРСР).
- Діти — два сини Любомира й Дарії Полюг працюють лікарями: старший син Ростислав — у Львові, молодший Богдан — у Запоріжжі.

Дворідний брат Любомира Полюги — Полюга Лев Михайлович (1930—2012) , відомий мовознавець, доктор філологічних наук, професор кафедри української мови Національного університету «Львівська політехніка».

## Нагороди
- «Хрест Заслуги з двома шпагами» за відродження Олешківської Січі.
- Орден «За заслуги» III ступеня від Президента України.